# آرثر إيرلي
آرثر إيرلي (بالإنجليزية: Arthur Earley)‏ هو سياسي أمريكي، ولد في 4 سبتمبر 1925 في لينشبرغ في الولايات المتحدة، وتوفي في 9 يونيو 1981 في هاريسبرج في الولايات المتحدة. حزبياً، نشط في الحزب الجمهوري. وقد انتخب عضو مجلس نواب بنسيلفانيا.